# Східновірменська мова
Східновірменська мова (вірм. Արևելահայերեն, Արևելյան աշխարհաբար, або «Ռուսահայերեն», «російсько-вірменська») — один із двох сучасних варіантів вірменської мови, яка є плюрацентричною. Це індоєвропейська мова, вживана на Кавказі (у Вірменії, Грузії та їхньому прикордонні) та в Ірані.
У зв'язку з міграцією носіїв мови з Вірменії й Ірану до вірменської діаспори східновірменська мова стала грати значну роль там, де раніше вживалася лише західновірменська мова.
Цей літературний варіант плюрацентричної вірменської мови утворився на початку XIX століття та заснований на диалекті вірменської мови, вживаної в районі Арарату.
Першою написаною сучасною літературною східновірменською мовою книгою стала «Рани Вірменії» Хачатура Абовяна, історичний роман «Рани Вірменії» (1841, видавався з 1858) — це був перший вірменський світський роман доти виключно розмовною східновірменською мовою.